# Libro d'Ore di Giovanna di Navarra
Il Libro d'ore di Giovanna di Navarra è un libro d'ore medievale conservato presso la Biblioteca nazionale di Francia con la sigla Nuove Acquisizioni Latine 3145. Contiene 271 fogli di 18 per 13,5 cm, con trentadue miniature dipinte principalmente da Jean Le Noir.

## Storia

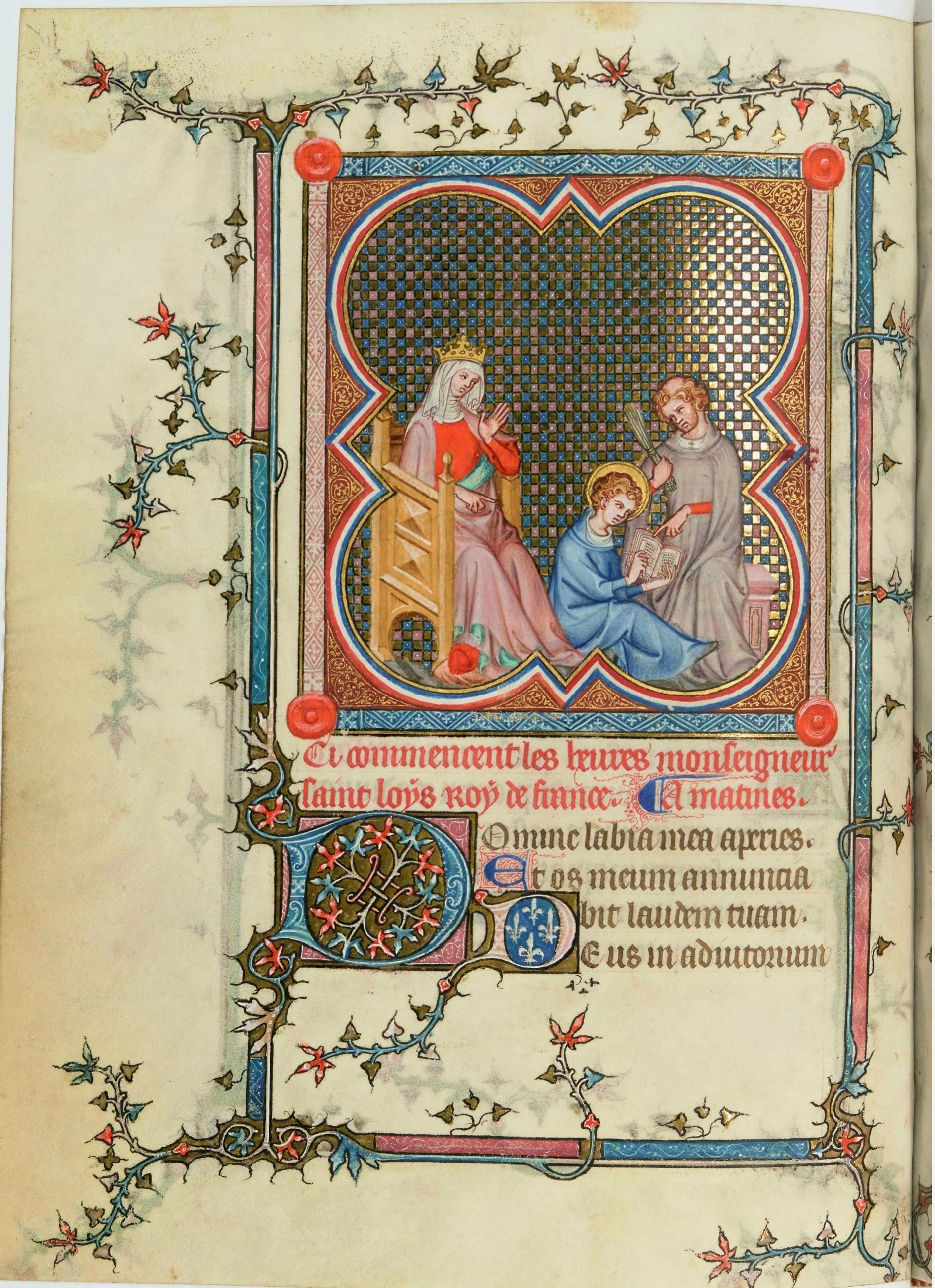
Ufficio di San Luigi: San Luigi studia sotto gli occhi di sua madre, Bianca di Castiglia, f85v

Questo manoscritto miniato fu commissionato per Giovanna II di Navarra, figlia di Luigi X di Francia e regina di Navarra, e realizzato a Parigi tra il 1336 e il 1340. Il nome della regina è citato in una delle preghiere alla Vergine del foglio 151v. e il suo stemma è spesso rappresentato nelle iniziali. Il manoscritto non presenta alcuna indicazione riferita alla Champagne, anche se vi compaiono gli stemmi di Navarra, Évreux e Borgogna, il che permette di datare questo libro d'ore a dopo il 1336, data in cui Giovanna rinuncia alla Champagne a beneficio del Regno di Francia.
Il manoscritto appartenne nel XV secolo ad Anne Belline che entrò nel convento di rue Lourcine a Parigi come suora clarissa. Il convento possedeva ancora il manoscritto due secoli dopo. Lo studioso Nicolas-Claude Fabri de Peiresc consultò questo manoscritto nel 1621 e lasciò un'iscrizione sul foglio 2. Fu venduto con la soppressione del convento durante la Rivoluzione francese. Il libro d'ore appartenne successivamente alla collezione di Lord Ashburnham, poi a quella di Henry Yates Thompson e infine al barone Edmond de Rothschild e a sua figlia, Alexandrine de Rothschild, che lo acquisirono durante una vendita a Londra nel 1919 da Sotheby's.
Trafugato dai nazisti durante l'occupazione dagli appartamenti della baronessa Alexandrine, incorporato nella collezione di Hermann Göring, il manoscritto fu ritrovato solo nel maggio 1945 da un ufficiale francese del servizio sanitario militare nelle Alpi bavaresi, a Berchtesgaden, che lo riportò in Francia e lo affidò al priore dell'abbazia di Notre-Dame de Boquen nella Côtes-d'Armor. Il manoscritto ricomparve in vendita il 24 giugno 1968 e diede luogo a una procedura di classificazione da parte dello Stato francese mentre la Biblioteca nazionale di Francia avviava trattative con gli eredi di Edmond de Rothschild e lo Stato tedesco. La trattativa si concluse infine con il rimborso da parte della Biblioteca nazionale allo Stato tedesco del risarcimento che quest'ultimo aveva pagato ad Alexandrine de Rothschild nel 1958 per risarcire la perdita del manoscritto.

## Descrizione
Il manoscritto comprende quattro uffici devozionali, quello della Santissima Trinità, il piccolo ufficio della Beata Vergine, l'ufficio di San Luigi e quello della Passione. Il miniaturista principale è l'autore degli uffici della Vergine e della Passione, che sono i più importanti e che sono illustrati da personaggi slanciati dai gesti preziosi. Gli esperti concordano nel riconoscere a Jean Le Noir la paternità di queste opere. La miniatura dell'Annunciazione del foglio 39 recto riprende parti dello stesso episodio dal Libro delle ore di Giovanna d'Évreux e altre miniature evocano lo stile del salterio di Bona di Lussemburgo dello stesso autore.
D'altra parte, il miniaturista che dipinge il ciclo dell'ufficio di San Luigi si differenzia da Jean Le Noir per un ritmo più regolare.

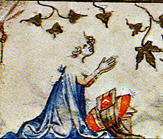
Giovanna di Navarra in preghiera